# Лизинговая компания «Роделен»
Лизинговая компания «Роделен» — российская лизинговая компания, работающая на рынке лизинга с 2007 года и предоставляющая в лизинг телекоммуникационное оборудование, грузовой и легковой автотранспорт, спецтехнику, производственное оборудование, оборудование для коммунального хозяйства, торговое оборудование, коммерческую и жилую недвижимость. Компания занимает 3 место в рэнкинге лизинговых компаний России в сегменте сделок с недвижимостью с компаниями малого и среднего бизнеса  и 50 место в итоговом рэнкинге лизинговых компаний России

## Руководство
Генеральный директор АО ЛК "Роделен" с 2011 года - Левицкий Денис Валерьевич.

## История компании (ключевые события)
В 2007 году: В Санкт-Петербурге была учреждена Лизинговая компания «Роделен». Лизинговая деятельность была ориентирована на рынок телекоммуникационного оборудования.
В 2017 году: Политика компании изменилась, было принято решение расширить сегмент предоставляемых услуг в лизинге. Компания стала универсальной. В этом же году компания заключила свою первую сделку в нефтегазовом секторе и вышла на рынок Москвы.
В 2018 году: Утверждена программа биржевых облигаций объемом 1 млрд. руб. и в этом же году московская биржа зарегистрировала 1й выпуск облигаций компании объемом 200 млн. руб.
В 2019 году: Биржа зарегистрировала 2й выпуск облигаций объемом 300 млн. руб. В преддверии размещения облигаций компании вышла статья в газете Деловой Петербург. В рэнкинге лизинговых компаний России АО ЛК «Роделен» заняло 63 итоговое место.
В 2020 году: В компании была сформирована управленческая команда, а также автоматизированы бухгалтерский и управленческие учеты.
В 2021 году: 
- Впервые подготовлена отчетность по МСФО.
- Рейтинговое агентство «Эксперт РА» присвоило компании рейтинг кредитоспособности на уровне ruBВB-[7]. По рейтингу установлен стабильный прогноз.
- Получена национальная премия «Лизинговая сделка года 2021 в сегменте лизинг недвижимости»[8] (учредитель премии Федерация Лизинга).

В 2022 году кредитный рейтинг компании был повышен до уровня ruBВB. По рейтингу установлен стабильный прогноз. В конце этого же года компания выходит на биржу с 3 выпуском облигаций объемом 250 млн. руб.
В 2023 году:
- Совет директоров АО ЛК «Роделен» утвердил новую программу облигаций со следующими параметрами: 10 млрд. руб. - максимальная сумма номинальных стоимостей биржевых облигаций; 10 лет – максимальный срок погашения биржевых облигаций, размещаемых в рамках программы с даты начала размещения соответствующего выпуска биржевых облигаций; Срок действия программы не ограничен (бессрочная).
- Были размещены 4й и 5й выпуски облигаций суммарным объемом 1 млрд. руб. Таким образом всего на Московской бирже компанией за всю историю было размещено облигаций на общую сумму 1,75 млрд. руб.
- Рейтинговое агентство «Эксперт РА» подтвердило рейтинг кредитоспособности АО ЛК «Роделен» на уровне ruBВB[12]
- По итогам 6 месяцев[13] и 9 месяцев[14] 2023 года компания вошла в ТОП-50 лизинговых компаний России, а также по итогам 9 месяцев 2023 года заняла 3 место в рэнкинге лизинговых компаний России в сегменте сделок с недвижимостью с компаниями малого и среднего бизнеса[15] и 3 место в рэнкинге лизинговых компаний России в сегменте сделок с оборудованием для нефте- и газодобычи с компаниями малого и среднего бизнеса[16]

## Показатели деятельности
2023 год: Продажи (новый бизнес) АО ЛК «Роделен» составили 3,8 млрд. руб. (с НДС), а портфель (остаток лизинговых платежей) компании превысил отметку в 5,3 млрд. руб. (с НДС). Лидерами по продажам стали следующие сегменты: Недвижимость (18%), Строительное оборудование (14%), Грузовой автотранспорт (12%) и медицинская техника (11%).   
2022 год: Объем нового бизнеса компании составил 1,7 млрд. руб. (с НДС), портфель 2,8 млрд. руб. (с НДС). Бухгалтерские показатели на 01.01.2023: Валюта баланса - 2 019 млн. руб., Выручка - 352 млн. руб., Чистая прибыль - 105 млн. руб.
2021 год: Объем нового бизнеса компании составил 2,1 млрд. руб. (с НДС), портфель 2,6 млрд. руб. (с НДС). Бухгалтерские показатели на 01.01.2022: Валюта баланса - 1 676 млн. руб., Выручка - 304 млн. руб., Чистая прибыль - 105 млн. руб.

## Облигации
Облигации в обращении:
- ЛК РОДЕЛЕН 001P-03 (старт размещения 15.12.2022, окончание размещения 22.12.2022), сумма выпуска - 250 млн. руб., срок обращения - 5 лет, ставка купона до оферты - 15%, купонный период - 30 дней, оферта через 2 года, амортизация c 25го месяца равными частями до конца срока.

- ЛК РОДЕЛЕН 001P-04 (старт размещения 31.01.2023, окончание размещения 13.02.2023), сумма выпуска - 250 млн. руб., срок обращения - 5 лет, ставка купона до оферты - 14%, купонный период - 30 дней, оферта через 30 месяцев, амортизация c 31го месяца равными частями до конца срока.

- ЛК РОДЕЛЕН 002P-01 (старт размещения 10.10.2023, окончание размещения 09.11.2023), сумма выпуска - 750 млн. руб., срок обращения - 5 лет, ставка купона до оферты - 15.75%, купонный период - 30 дней.
- ЛК РОДЕЛЕН 002P-02 (старт размещения 13.02.2024, окончание размещения 13.02.2024), сумма выпуска - 1 млрд. руб., срок обращения - 4 лет, купонный период - 30 дней,  ставка купона 1–12-го купонов — 18% годовых, 13–24-го купонов — 17% годовых, 25–36-го купонов — 16% годовых, 37–48-го купонов — 15% годовых в рублях).

Погашенные выпуски:
Полностью погашены первые два выпуска облигаций объемом 500 млн. руб. 
- ЛК РОДЕЛЕН БО 001P-01 (старт размещения 26.11.2018, окончание обращения 10.11.2021), сумма выпуска - 200 млн. руб., срок обращения - 3 года, ставка купона - 12,5%.

- ЛК РОДЕЛЕН БО 001P-02 (старт размещения 02.10.2019, окончание обращения 16.09.2022), сумма выпуска - 300 млн. руб., срок обращения - 3 года, ставка купона - 12%.